# Fehér tigris

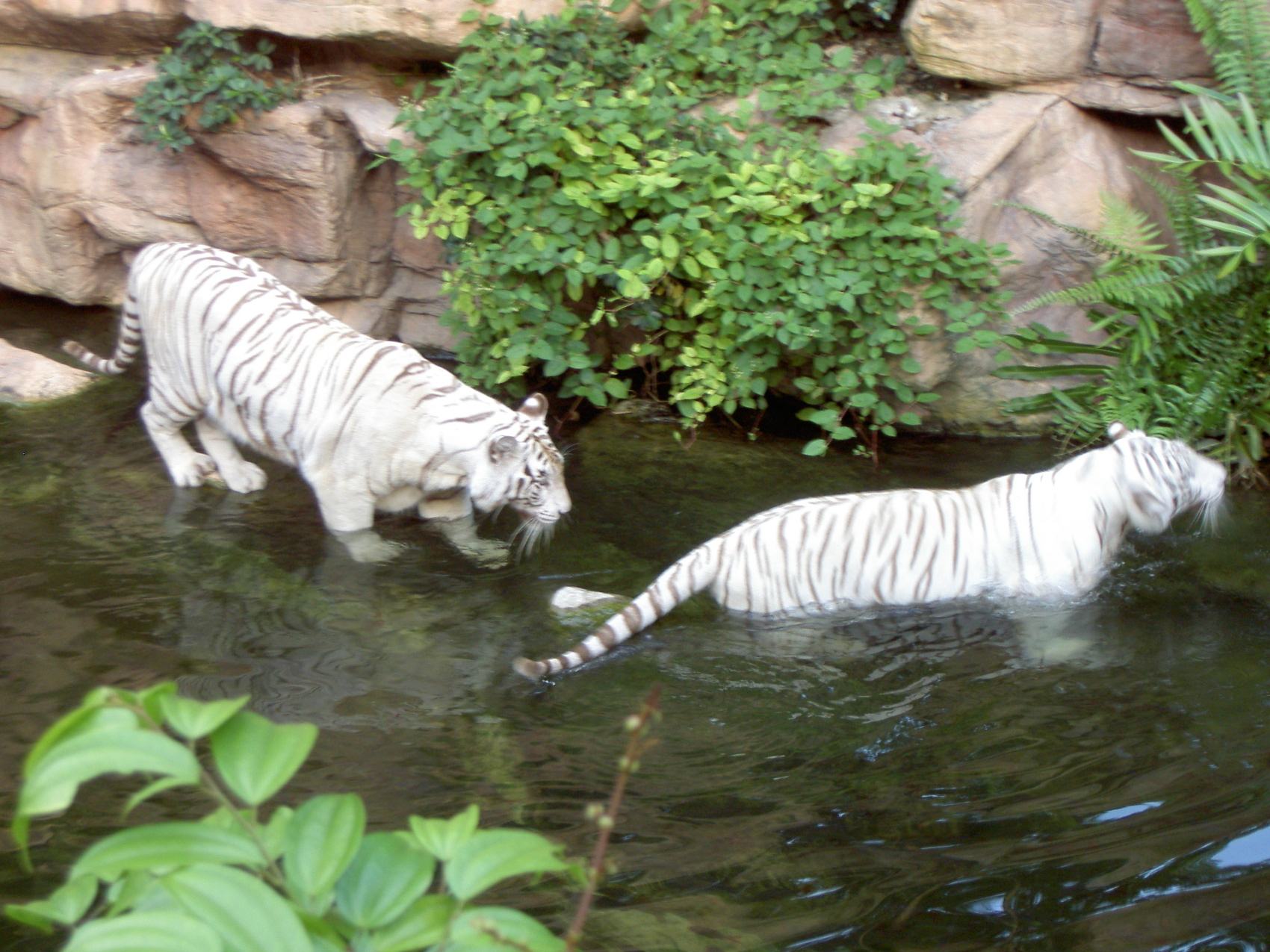
Két fehér tigris a szingapúri állatkertben

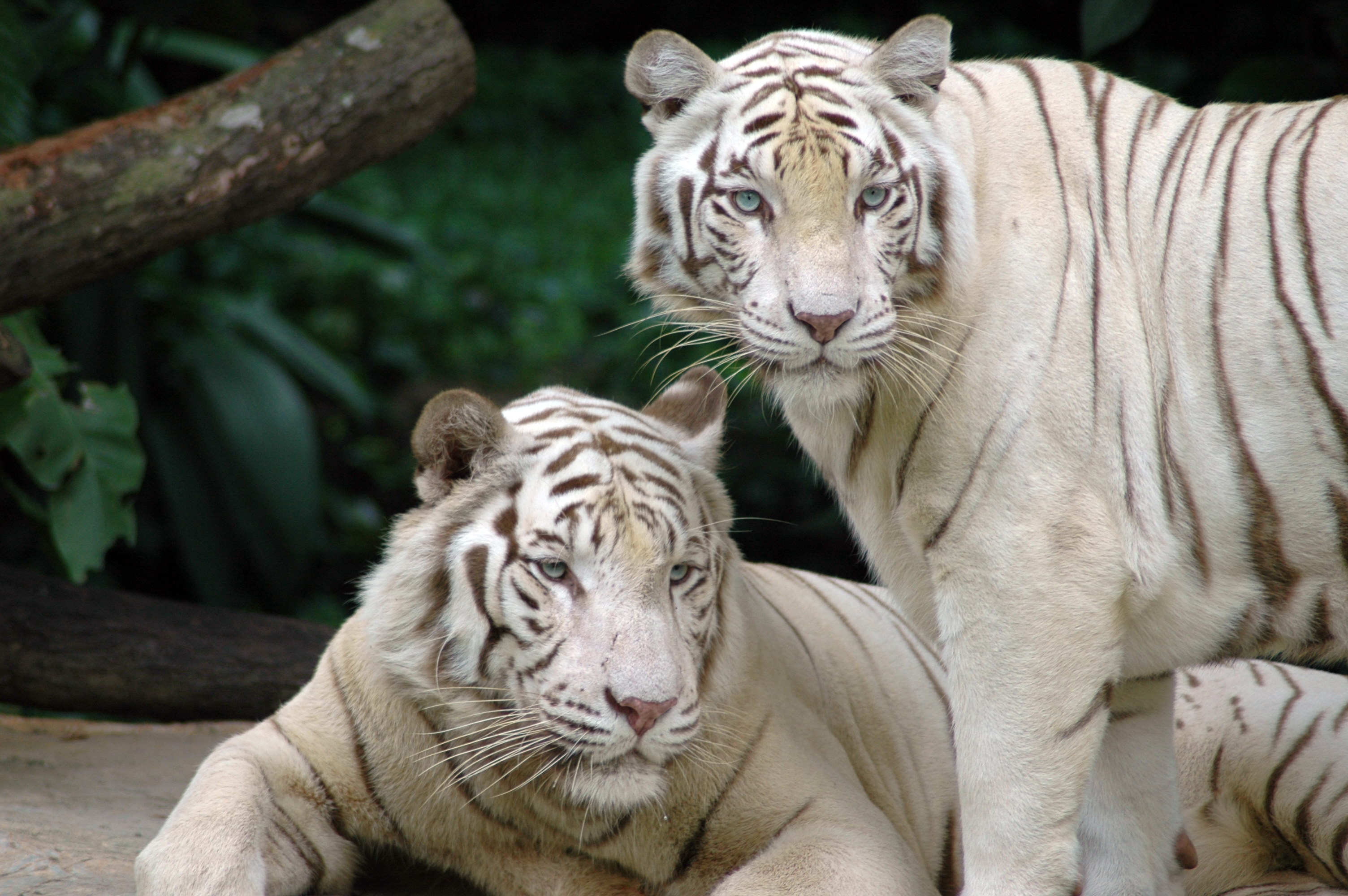
Fehér tigrisek a szingapúri állatkertben

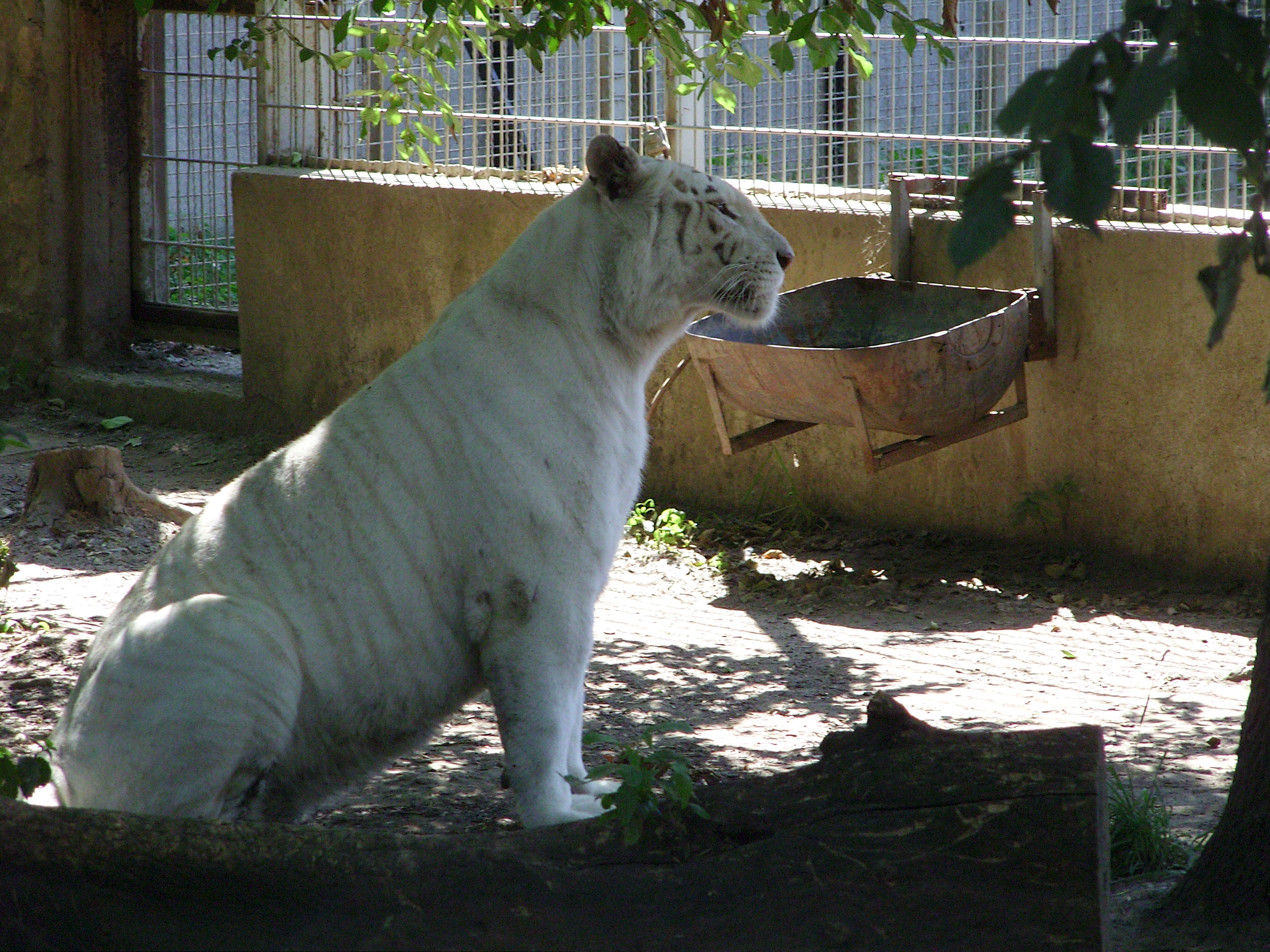
Fehér tigris a Nyíregyházi Állatparkban

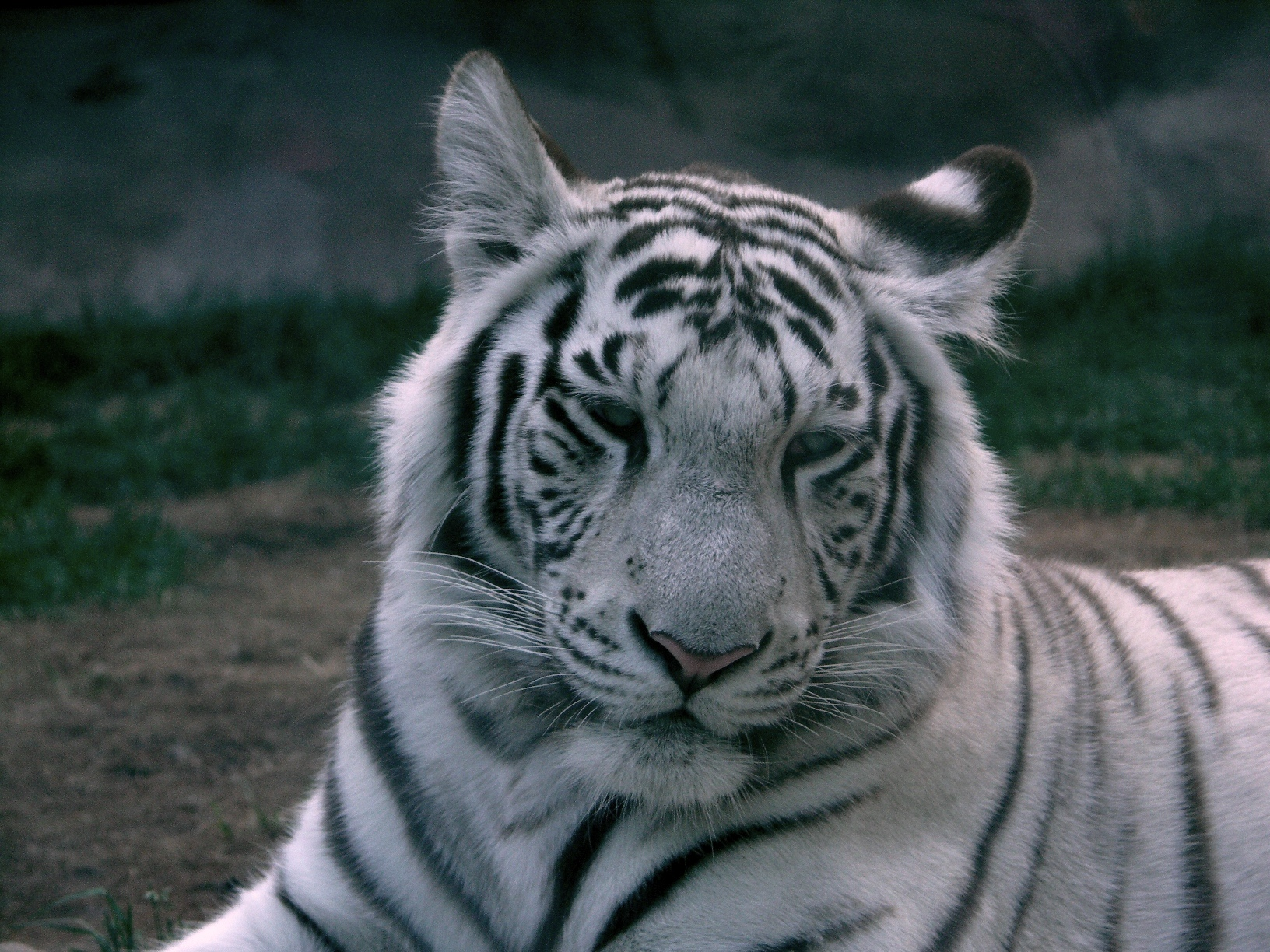
Egy ritka változat, az "ezüsttigris"

A fehér tigris a tigris (Panthera tigris) fehér színváltozata, vagyis nem taxon. A természetben igen ritkán fordul elő, mivel feltűnő színe miatt a fehér egyedek túlélési képessége kisebb, mint normál színezetű fajtársainak.
A fehér tigrisek nem albínó tigrisek. Kék szemük és rózsaszín orruk van, bundájuk krémesen fehér, amit csokoládé, vagy feketeszínű csíkok tarkítanak. Hosszuk körülbelül 2,4-3,1 méter, tömegük hozzávetőlegesen 100–285 kg. Bundájuk ritkább, mint a szibériai tigrisé, a homokszín erőteljesebb, a csíkok sötétebbek. A színüket egy velük született szokatlan génnek köszönhetik. Megfigyeltek már olyan bengáli tigrist, melyeknek bundája csak részben volt fehér.

## Elterjedése
Délkelet-Ázsiában, India középső és déli részein, nagyon ritkán fordulnak elő. Az első fehér tigrist 1951-ben fogták be Közép-Indiában, és Mohannak nevezték el. Tőle származik a jelenleg fogságban élő összes fehér tigris, mintegy 250 darab. Magyarországon négy helyen tartják: a Nyíregyházi Állatparkban, a győri Xantus János Állatkertben, a felsőlajosi Magán Állatkertben és a Pécsi Állatkertben.

## Jellegzetességei
A fehér tigris feltűnő fehér színét egy recesszív allél dupla megjelenése okozza, körülbelül minden 10 000. születésre jut egy fehér kölyök. Ezen fenotípus megjelenése azonban beltenyésztéssel is elérhető. A különös az, hogy csak a bengáli tigrisnél fordul elő ez a jelenség. Bár a fehér tigris nagyon szép, a vadonban egyáltalán nem előnyös ez a bunda, hiszen a tigrisek egész élete azon múlik, mennyire jól tudnak elrejtőzni. Részben ez bizonyítja, hogy a fehér színt okozó allélt létrehozó mutáció a bengáli tigris populációban történt, és innen nem terjedt át más alfajokra, hiszen a szibériai tigris környezetében sokkal kevésbé volna hátrányos a fehér szín, így sokkal kisebb volna a recesszív allél arányát csökkentő szelekciós hatás is. Ezért ha a szibériai tigris populációja rendelkezne a recesszív alléllal, akkor nagyobb arányban kellene előfordulnia a fehér egyedeknek, mint a bengáli tigris esetében, de ez nem így van, sőt néhány megkérdőjelezhető forrást kivéve nem is dokumentáltak fehér szibériai tigrist. És mivel a fehér szín más, a szibériai tigrisénél hátrányosabb környezetben élő alfajnál nem fordul elő, feltételezhető, hogy a fehérséget okozó allél a bengáli tigrisnél jelent meg.
A normál színezetű tigrisekhez képest a fehér tigrisek nagyobbak már születésükkor és felnőtt korban is. Ez előnyt jelenthet a vadonban, annak ellenére, hogy feltűnő a színük. A heterozigóta normál színű tigrisek szintén nagyobbak, mint más normál színezetű példányok. Kailash Sankhala - aki a 60-as években az újdelhi Állatkert igazgatója volt - mondta: „A fehér gén egyik funkciója az lehet, hogy fenntartsa a nagy méretet a populációban, arra az esetre, ha szükség van rá.”

## Az állatkerti egyedek eredete
1951-ben, India középső részén Shri Martand Singh maharadzsa egy hím fehér kölyköt talált, amelynek anyját nem sokkal azelőtt ölték meg. A maharadzsa elvitte a kölyköt a palotájába és a „Mohan” nevet adta neki. A tigris hamarosan igazi sztár lett. Minden mai állatkerti fehér tigris Mohan leszármazottja, és így erősen beltenyésztett ez az állomány. Miközben sok állatkert megpróbálja ezt a vonalat megőrizni, nem törődnek azzal, hogy más, valódi tigrisfajok genetikai állománya lemorzsolódik, elvész, ráadásul a fehér tigrisek egyike sem olyan „tiszta” vérvonalú bengáli tigris, mint Mohan volt.

### Kronológia
1820: Kiállítottak egy kitömött fehér tigrist az en:Exeter Change házban.
1915: Gulab Singh, Rewa maharadzsája befogott egy fehér kölyköt. Halálával az állatot V. György angol királynak adományozta, ezzel mutatva India  lojalitását a korona iránt.
1951. május 25.: Egy erdei favágó azt jelentette, hogy látott egy fehér tigris kölyköt.
1951. május 26.: A kölyök anyját és három testvéréből kettőt lelőttek.
1951. május 27.: Martand Singh maharadzsa befogta Mohant.
1951. május 30.: A kölyök elszökött. Nagy erőkkel keresték és sikerült újra elfogni.
1952. február 6.: Befogták a Begum nevű normál színezetű tigrisnőstényt.
1955. április 10.: Begum és Mohan kölykei megszülettek: egy hím és két nőstény. Mind narancsszínű, csakúgy mint a később született összes kölyök a későbbi almok közül.
1957. december: Mohan párzása Radhával, saját négyéves lányával (aki Begum második kölykezéséből származott).
1958. október 20.: Radha összes kölyke (egy hím és három nőstény) fehér. Nevük Raja, Rani, Sukeshi és Mohini.
Rövid történetük:
- Egy hímet és egy nőstényt (Raja és Rani) az Új-Delhiben lévő Nemzeti Állatkertnek adományoztak.
- Mohinit Washingtonba szállították.
- Sukeshit  pároztatták Mohannal és addig tartották, amíg Mohan több almot már nem tudott produkálni. Fia nem mutatott érdeklődést a párzás iránt, ezért hat év sikertelen próbálkozás után Sukeshit is Új-Delhibe vitték, ahol 1975. február 2-án elpusztult.
- 1964. május: Raja és Rani párzása után Rani két fehér kölyöknek ad életet, egy hímnek és egy nősténynek. Később mindkettőt megtámadta és a nőstény elpusztult. A hím kölyök, Tippu elveszítette farkát és emberek nevelték fel, nagy nehézségek árán.
- 1965. augusztus: Rani két fehér kölyköt hordott ki. Nem törődött velük, ezért elhunytak.
- 1965. december 19.: Rani három fehér kölyköt szült. Csupán egy hónapig gondozta őket, ezután az állatkert nevelte kölykeit. A nőstény kölyök 17 hónaposan múlt ki, míg a két hímből egy 1967. április 17-én pusztult el, miközben az Amerikai Egyesült Államokba vitték hajón.

Rani további kölyköket is szült, összesen 20 kölyke lett, mind fehér volt.
1969. december 19.: Mohan 19 éves és 7 hónapos korában elpusztult. Az összes fogságban tartott fehér tigris az ő leszármazottja, ez magyarázza, hogy miért ennyire beltenyésztett az állatkerti állomány.

## Fehér tigrisek a Nyíregyházi Állatparkban

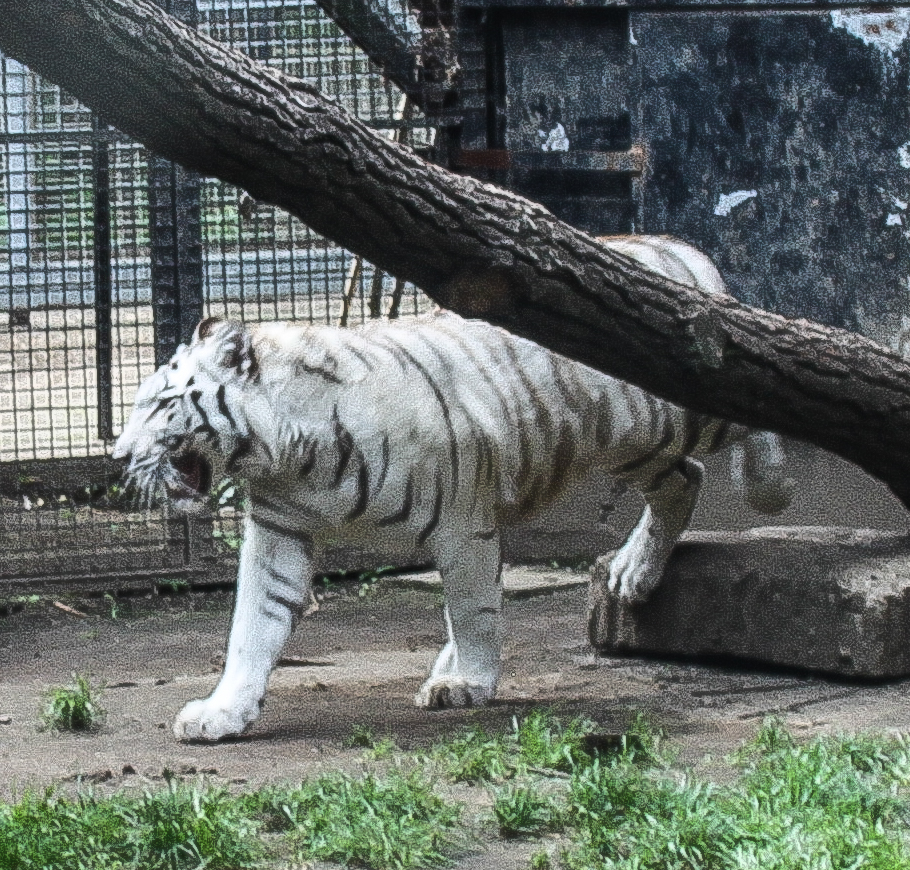
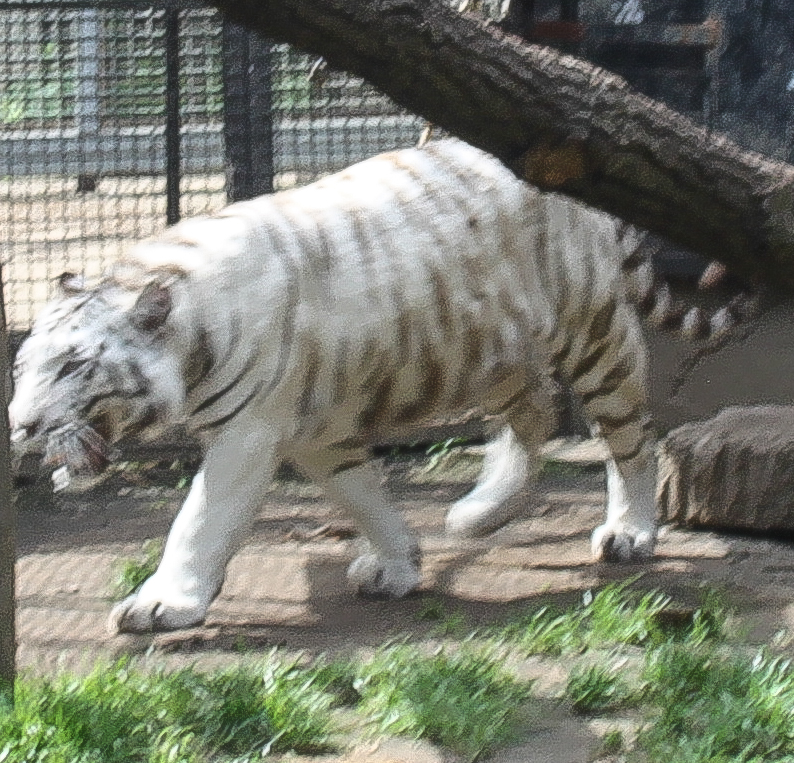
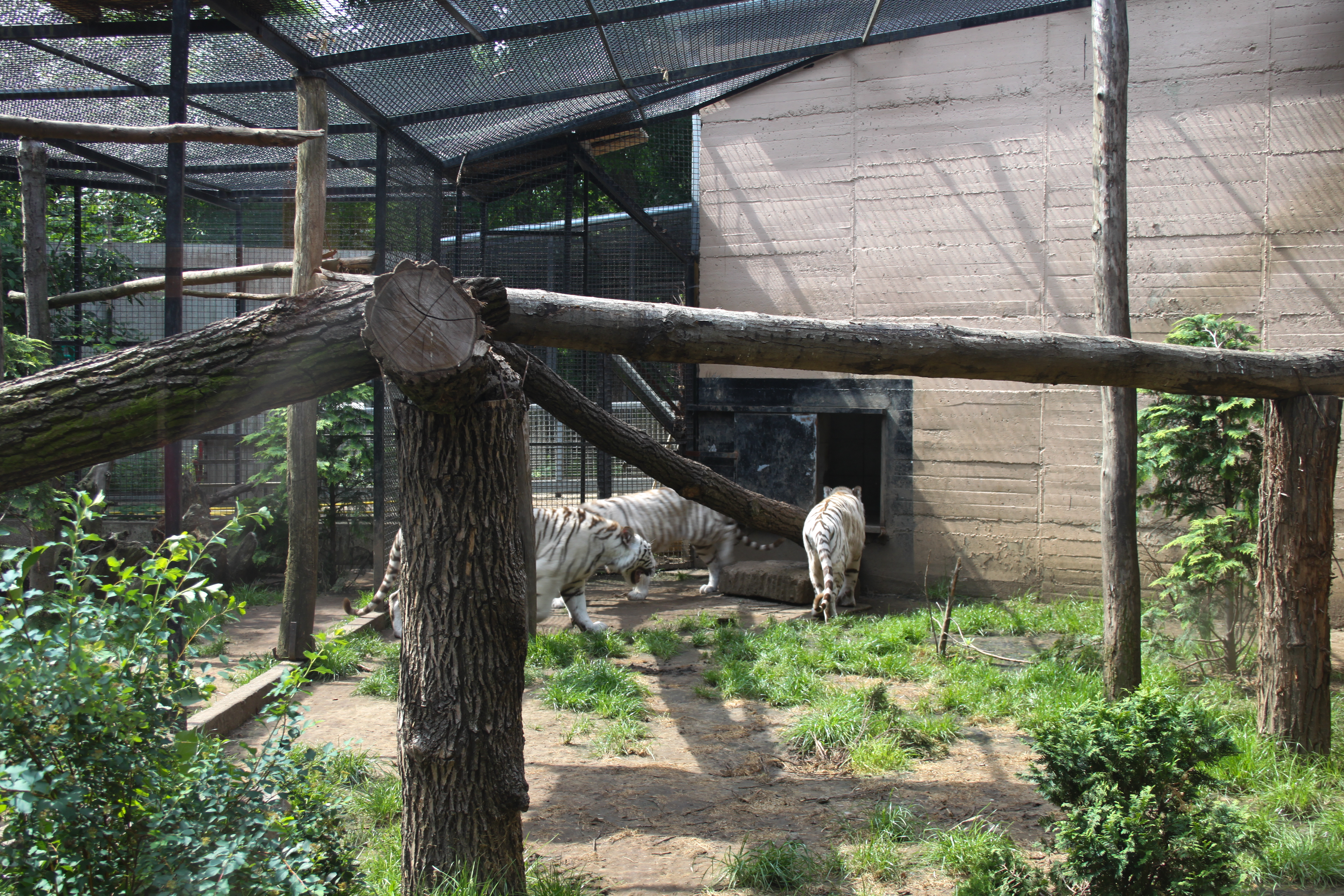
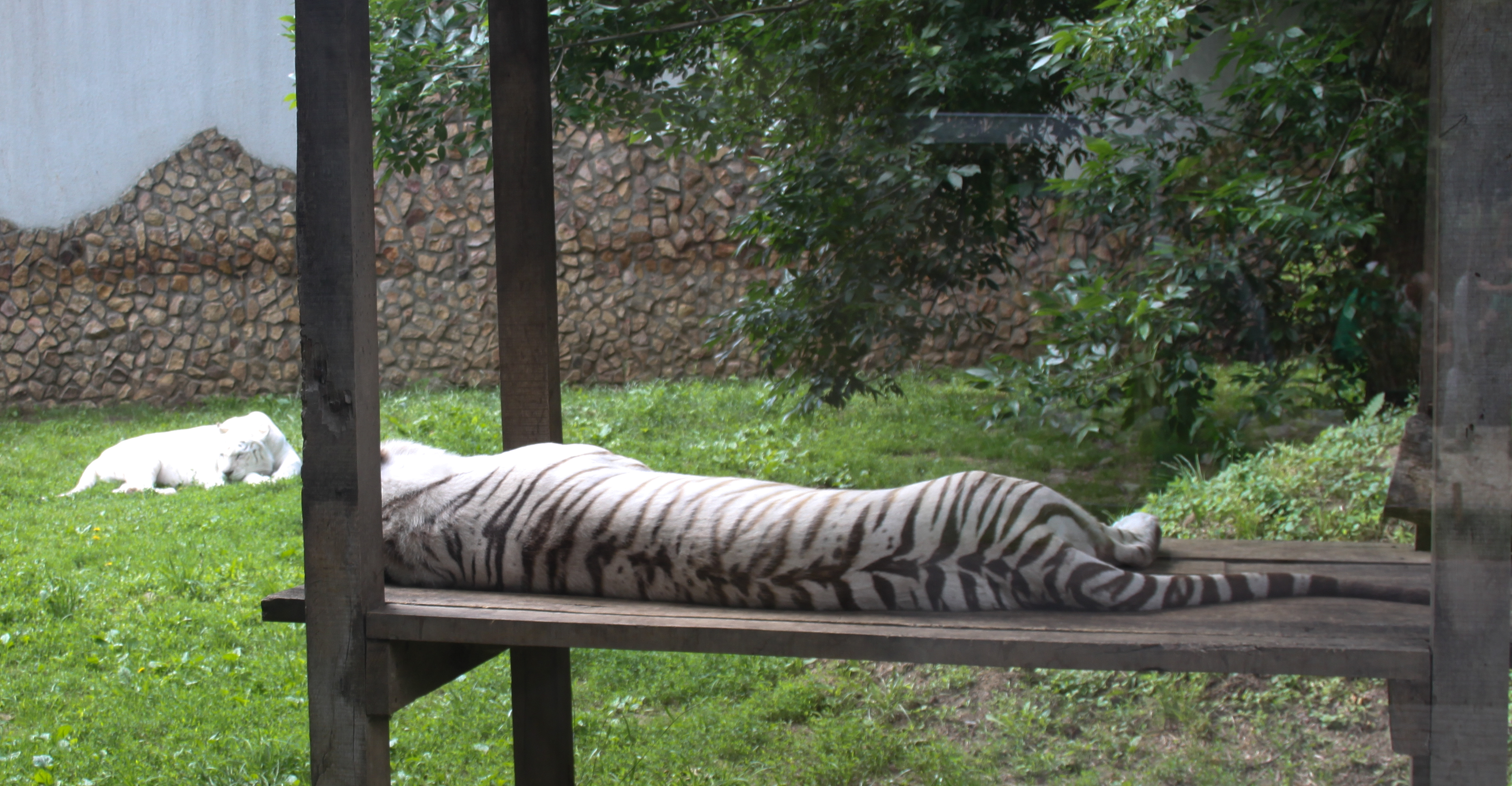
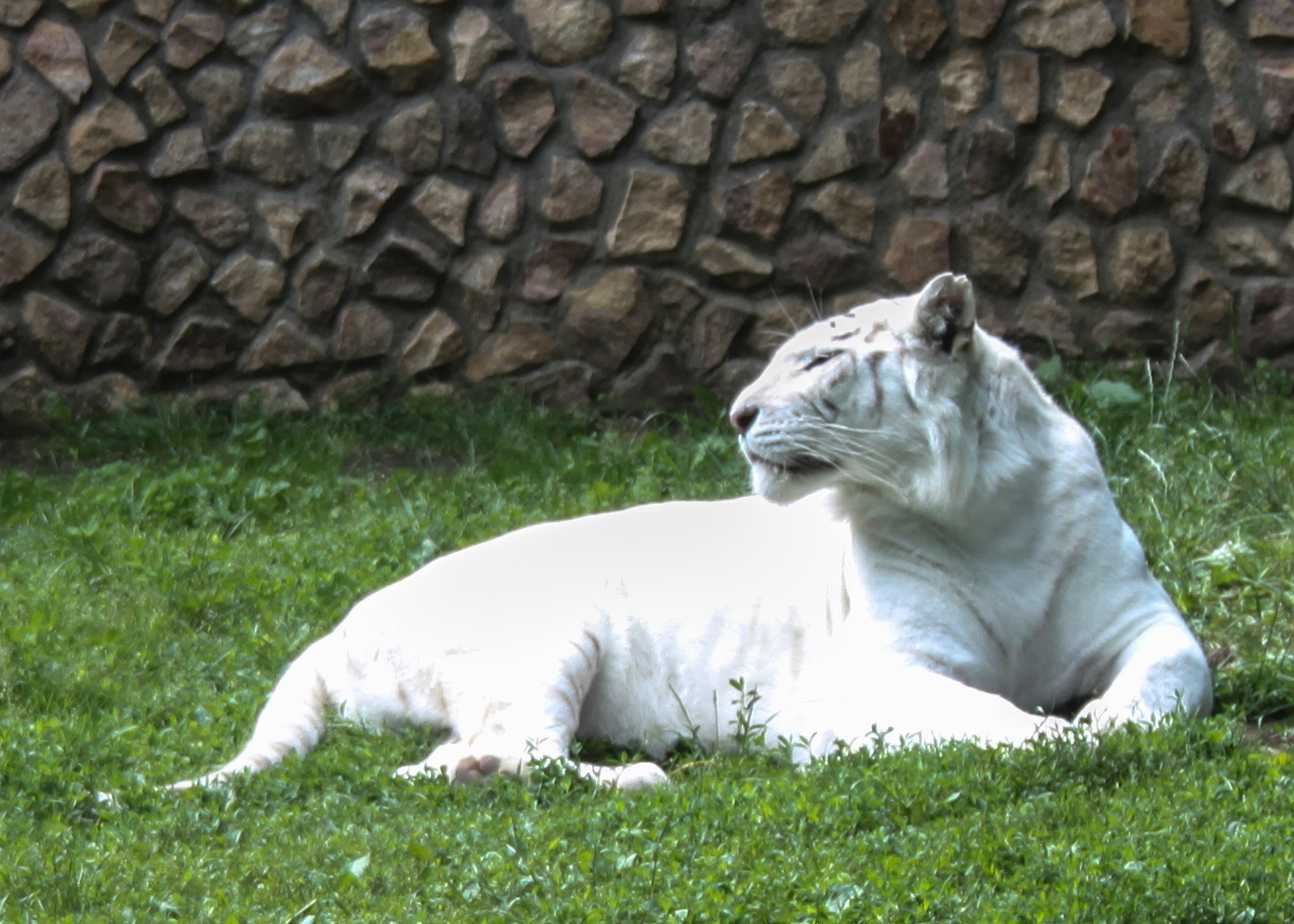

## Hótigrisek
Az eredeti színtől eltérő színváltozatoknak a megjelenését és fenntartását az ember a fogságban tartott tigriseknél igen kedveli, így mára sikerült a fehér tigris mellett (amely fehér alapszínű fekete csíkokkal) egyéb színváltozatokat is kitenyészteni, úgymint a „hótigris” (teljesen fehér) és az „aranytigris” (normál vörös alapszínű, csíkjai azonban fekete helyett aranybarnák). Van még egy színváltozat ezeken kívül, melyet a világon összesen két példány visel, ez a szürke alapon barna vagy fekete csíkos változat, amelyet néha "ezüsttigrisnek" is hívnak. Ezek az állatok többnyire hibridek, bennük a szibériai tigris vérvonala is megtalálható. Hótigrisek és aranycsíkos változataik  csak néhány állatkertben találhatók meg: a szingapúri és a miami állatkertben, újabban a nyíregyházi állatparkban él csak pár példányuk. Ez a fajta hibridizálódás nagy ritkaságnak számít, ezért az ilyen tigriseken folyamatosan kísérleteket hajtanak végre, hogy megőrizzék ezt a változatot. E két variáció egyáltalán nem fordul elő a szabadban, az ember segítségére szorulnak, ugyanis a betegségekkel szemben kevésbé ellenállók, mint a bengáli tigris és a fehér tigris vadonban élő példányai.

## Fehér tigris az irodalomban
A fehér tigris Lázár Ervin egyetlen regényének (1971) címe és egyben a mű szimbolikus mellékszereplője.

## Fordítás
- Ez a szócikk részben vagy egészben  a   White Tiger című angol Wikipédia-szócikk fordításán alapul.  Az eredeti cikk szerkesztőit annak laptörténete sorolja fel. Ez a jelzés csupán a megfogalmazás eredetét és a szerzői jogokat jelzi, nem szolgál a cikkben szereplő információk forrásmegjelöléseként.